# Shivawach
Shivawach (Shivawats), jedna od plemenskih skupina ili lokaliteta Chemehuevi Indijanaca iz doline Chemehuevi u Kaliforniji. 
Prema Swantonu, ovaj naziv je možda označavalo samo lokalitet.